# 地下水位
地下水位（ちかすいい）とは、平均海面（海水面）を基準として測った地下水までの深さ。地下水が大気に接している面が地下水面。地下水位の測定はボーリング孔や鋼管の打ち込み、孔内の水面までの深さを測定し、求めることができる。